# Polo aquático na Universíada de Verão de 2011
O polo aquático na Universíada de Verão de 2011 foi disputado no Natatório de Bao'an, em Shenzhen, China entre 11 de agosto e 23 de agosto de 2011.

## Calendário
| Polo aquático | Agosto | Agosto | Agosto | Agosto | Agosto | Agosto | Agosto | Agosto | Agosto | Agosto | Agosto | Agosto | Agosto |
| Polo aquático | 11     | 12     | 13     | 14     | 15     | 16     | 17     | 18     | 19     | 20     | 21     | 22     | 23     |
| ------------- | ------ | ------ | ------ | ------ | ------ | ------ | ------ | ------ | ------ | ------ | ------ | ------ | ------ |
| Masculino     |        |        |        |        |        |        |        |        |        |        |        |        | 1      |
| Feminino      |        |        |        |        |        |        |        |        |        |        |        | 1      |        |

|  | Dia de competição |  | Dia de final |

## Medalhistas
| Evento    | Ouro | Prata | Bronze |
| --------- | --- | --- | --- |
| Masculino | SRB Sérvia Branislav Mitrović Luka Saponjić Marko Matović Srdjan Vuksanović Miloš Miličić Boris Vapenski Strahinja Rašović Nikola Dedović Nemanja Ubović Marko Petković Petar Filipović Aleksa Šaponjić Stefan Živojinović | RUS Rússia Victor Ivanov Nikita Yankov Artem Odintsov Alexey Ryzhov Alenichev Yury Cheshev Dmitry Antipov Pavel Khalturin Artur Fatakhutdinov Kirill Novoksenov Victor Vishniakov Sergey Lisunov Nikolay Lazarev Egor Rastorguev | MKD Macedônia do Norte Miloš Marinković Kristijan Manaskov Saša Mišić Dimitar Dimovski Uroš Kalinić Igor Milanović Milan Petrović Martin Pulejkovski Miroslav Randjić Vedran Circović Boris Letica Mario Sinadinovski Bojan Janevski |
| Feminino  | CHN China Yang Jun Teng Fei Liu Ping Sun Yujun He Jin Sun Yating Song Donglun Chen Yuan Wang Yi Ma Huanhuan Wang Zhujia Zhang Lei Wang Ying                                                                                | USA Estados Unidos Amber Oland Grace Reynolds Pallavi Menon Alyssa Lo Forel Davies Leah Robertson Nadia Dan Julie Oreglia Stephanie Schnugg Adriana Vogt Caroline Clark Kimberly Benedetti Cassandra Wyckoff                     | RUS Rússia Anna Ustyukhina Diana Antonova Elena Garipova Victoria Kurochkina Alena Vylegzhanina Natalia Okuneva Anna Bogdanova Olga Belova Oleksandra Karpovich Marina Kalyagina Anna Timofeeva Maria Akhtyrchenko Olesya Abaimova   |

## Masculino

### Fase preliminar
Grupo A
| Pos. | Equipe                 | ESP                   | CHN   | MKD                  | TUR                   | Pts | J | V | E | D | PF | PS | SP  |
| ---- | ---------------------- | --------------------- | ----- | -------------------- | --------------------- | --- | - | - | - | - | -- | -- | --- |
| 1    | ESP Espanha            | —                     | 15–9  | 8–5[ligação inativa] | 12–3                  | 6   | 3 | 3 | 0 | 0 | 35 | 17 | +18 |
| 2    | CHN China              | 9–15[ligação inativa] | —     | 11–10                | 14–7[ligação inativa] | 4   | 3 | 2 | 0 | 1 | 34 | 32 | +2  |
| 3    | MKD Macedônia do Norte | 5–8                   | 10–11 | —                    | 12–6[ligação inativa] | 2   | 3 | 1 | 0 | 2 | 27 | 25 | +2  |
| 4    | TUR Turquia            | 3–12                  | 7–14  | 6–12                 | —                     | 0   | 3 | 0 | 0 | 3 | 16 | 38 | -22 |

Grupo B
| Pos. | Equipe        | RUS                  | AUS  | BRA                   | Pts | J | V | E | D | PF | PS | SP  |
| ---- | ------------- | -------------------- | ---- | --------------------- | --- | - | - | - | - | -- | -- | --- |
| 1    | RUS Rússia    | —                    | 8–5  | 14–7                  | 4   | 2 | 2 | 0 | 0 | 22 | 12 | +10 |
| 2    | AUS Austrália | 5–8[ligação inativa] | —    | 11–6[ligação inativa] | 2   | 2 | 1 | 0 | 1 | 16 | 14 | +2  |
| 3    | BRA Brasil    | 7–14                 | 6–11 | —                     | 0   | 2 | 0 | 0 | 2 | 13 | 25 | -12 |

Grupo C
| Pos. | Equipe             | SRB  | USA                  | FRA                   | SIN                   | Pts | J | V | E | D | PF | PS | SP  |
| ---- | ------------------ | ---- | -------------------- | --------------------- | --------------------- | --- | - | - | - | - | -- | -- | --- |
| 1    | SRB Sérvia         | —    | 8–2[ligação inativa] | 6–7[ligação inativa]  | 25–2                  | 4   | 3 | 2 | 0 | 1 | 39 | 11 | +28 |
| 2    | USA Estados Unidos | 2–8  | —                    | 11–8                  | 17–0[ligação inativa] | 4   | 3 | 2 | 0 | 1 | 30 | 16 | +14 |
| 3    | FRA França         | 7–6  | 8–11                 | —                     | 24–6                  | 4   | 3 | 2 | 0 | 1 | 39 | 23 | +16 |
| 4    | SIN Singapura      | 2–25 | 0–17                 | 6–24[ligação inativa] | —                     | 0   | 3 | 0 | 0 | 3 | 8  | 66 | -58 |

Grupo D
| Pos. | Equipe      | JPN                    | ITA                  | HUN   | Pts | J | V | E | D | PF | PS | SP |
| ---- | ----------- | ---------------------- | -------------------- | ----- | --- | - | - | - | - | -- | -- | -- |
| 1    | JPN Japão   | —                      | 11–10                | 13–10 | 4   | 2 | 2 | 0 | 0 | 24 | 20 | +4 |
| 2    | ITA Itália  | 10–11                  | —                    | 8–4   | 2   | 2 | 1 | 0 | 1 | 18 | 15 | +3 |
| 3    | HUN Hungria | 10–13[ligação inativa] | 4–8[ligação inativa] | —     | 0   | 2 | 0 | 0 | 2 | 14 | 21 | -7 |

### Segunda fase
As equipes vencedoras estão qualificadas para as quartas-de-final e as perdedoras disputam do 9º ao 14º lugar.
| A3 | MKD Macedônia do Norte | 13–12 | B2 | AUS Austrália |
| B1 | RUS Rússia             | 12–4  | A4 | TUR Turquia   |
| C2 | USA Estados Unidos     | 8–7   | D3 | HUN Hungria   |
| C3 | FRA França             | 7–12  | D2 | ITA Itália    |
| A2 | CHN China              | 6–5   | B3 | BRA Brasil    |
| D1 | JPN Japão              | 23–4  | C4 | SIN Singapura |

### Fase final

#### Final
|  | Quartas-de-final       | Quartas-de-final       |            |                    | Semifinais                   | Semifinais                   |  |  | Disputa da medalha de ouro | Disputa da medalha de ouro |
|  |                        |                        |            |                    |                              |                              |  |  |                            |                            |
|  | Relatório              |                        |            |                    |                              |                              |  |  |                            |                            |
|  |                        |                        |            |                    |                              |                              |  |  |                            |                            |
|  | CHN China              | 3                      |            |                    |                              |                              |  |  |                            |                            |
|  | CHN China              | 3                      | Relatório  |                    |                              |                              |  |  |                            |                            |
|  | SRB Sérvia             | 14                     |            |                    |                              |                              |  |  |                            |                            |
|  | SRB Sérvia             | 14                     | SRB Sérvia | 12                 |                              |                              |  |  |                            |                            |
|  | Relatório              |                        | SRB Sérvia | 12                 |                              |                              |  |  |                            |                            |
|  |                        | MKD Macedônia do Norte | 5          |                    |                              |                              |  |  |                            |                            |
|  | MKD Macedônia do Norte | MKD Macedônia do Norte | 5          | 10                 |                              |                              |  |  |                            |                            |
|  | MKD Macedônia do Norte |                        | Relatório  | 10                 |                              |                              |  |  |                            |                            |
|  | JPN Japão              | 8                      |            |                    |                              |                              |  |  |                            |                            |
|  | JPN Japão              | 8                      | SRB Sérvia | 11                 |                              |                              |  |  |                            |                            |
|  | Relatório              |                        | SRB Sérvia | 11                 |                              |                              |  |  |                            |                            |
|  |                        | RUS Rússia             | 8          |                    |                              |                              |  |  |                            |                            |
|  | RUS Rússia             | RUS Rússia             | 8          | 9                  |                              |                              |  |  |                            |                            |
|  | RUS Rússia             | Relatório              |            | 9                  |                              |                              |  |  |                            |                            |
|  | ITA Itália             | 8                      |            |                    |                              |                              |  |  |                            |                            |
|  | ITA Itália             | 8                      | RUS Rússia | 11                 | Disputa da medalha de bronze | Disputa da medalha de bronze |  |  |                            |                            |
|  | Relatório              |                        | RUS Rússia | 11                 | Disputa da medalha de bronze | Disputa da medalha de bronze |  |  |                            |                            |
|  |                        | USA Estados Unidos     | 10         |                    |                              |                              |  |  |                            |                            |
|  | ESP Espanha            | USA Estados Unidos     | 10         | 9                  | MKD Macedônia do Norte       | 10                           |  |  |                            |                            |
|  | ESP Espanha            |                        |            | 9                  | MKD Macedônia do Norte       | 10                           |  |  |                            |                            |
|  | USA Estados Unidos     | 10                     |            | USA Estados Unidos | 7                            |                              |  |  |                            |                            |
|  | USA Estados Unidos     | 10                     |            |                    | 7                            |                              |  |  |                            |                            |
|  |                        |                        |            |                    |                              |                              |  |  | Relatório                  |                            |
|  |                        |                        |            |                    |                              |                              |  |  |                            |                            |

#### Classificação 5º–8º lugar
|  | Semifinais  | Semifinais  |   |           | Disputa pelo 5º e 6º lugares | Disputa pelo 5º e 6º lugares |  |
|  |             |             |   |           |                              |                              |  |
|  | Relatório   |             |   |           |                              |                              |  |
|  | CHN China   | 10          |   |           |                              |                              |  |
|  | JPN Japão   | 11          |   |           |                              |                              |  |
|  |             |             |   |           |                              |                              |  |
|  |             |             |   |           | Relatório                    |                              |  |
|  |             |             |   |           | JPN Japão                    | 9                            |  |
|  |             | ESP Espanha | 8 |           |                              |                              |  |
|  |             |             |   |           |                              |                              |  |
|  |             |             |   |           |                              |                              |  |
|  |             |             |   |           | Disputa pelo 7º e 8º lugares |                              |  |
|  | Relatório   | Relatório   |   | Relatório | Relatório                    |                              |  |
|  | ITA Itália  | 5           |   | CHN China | 8                            |                              |  |
|  | ESP Espanha | 8           |   |           | ITA Itália                   | 17                           |  |

#### Classificação 9º–14º lugar
As equipes vencedoras disputam do 9º ao 11º lugar e as derrotadas do 12º ao 14º lugar.
| BRA Brasil    | 6–11  | HUN Hungria   |
| AUS Austrália | 10–12 | FRA França    |
| TUR Turquia   | 18–5  | SIN Singapura |

##### Classificação 9º–11º lugar
| Pos. | Equipe      | HUN   | FRA   | TUR   | Pts | J | V | E | D | PF | PS | SP |
| ---- | ----------- | ----- | ----- | ----- | --- | - | - | - | - | -- | -- | -- |
| 1    | HUN Hungria | —     | 12–10 | 12–6  | 4   | 2 | 2 | 0 | 0 | 24 | 16 | +8 |
| 2    | FRA França  | 10–12 | —     | 10–10 | 1   | 2 | 0 | 1 | 1 | 20 | 22 | -2 |
| 3    | TUR Turquia | 6–12  | 10–10 | —     | 1   | 1 | 0 | 1 | 1 | 16 | 22 | -6 |

##### Classificação 12º–14º lugar
| Pos. | Equipe        | AUS  | BRA  | SIN  | Pts | J | V | E | D | PF | PS | SP  |
| ---- | ------------- | ---- | ---- | ---- | --- | - | - | - | - | -- | -- | --- |
| 1    | AUS Austrália | —    | 12–6 | 25–2 | 4   | 2 | 2 | 0 | 0 | 37 | 8  | +29 |
| 2    | BRA Brasil    | 6–12 | —    | 25–5 | 2   | 2 | 1 | 0 | 1 | 31 | 17 | +14 |
| 3    | SIN Singapura | 2–25 | 5–25 | —    | 0   | 2 | 0 | 0 | 2 | 7  | 50 | -43 |

### Classificação final
| Pos.              | Equipe                 |
| ----------------- | ---------------------- |
| Medalha de ouro   | SRB Sérvia             |
| Medalha de prata  | RUS Rússia             |
| Medalha de bronze | MKD Macedônia do Norte |
| 4                 | USA Estados Unidos     |
| 5                 | JPN Japão              |
| 6                 | ESP Espanha            |
| 7                 | ITA Itália             |
| 8                 | CHN China              |
| 9                 | HUN Hungria            |
| 10                | FRA França             |
| 11                | TUR Turquia            |
| 12                | AUS Austrália          |
| 13                | BRA Brasil             |
| 14                | SIN Singapura          |

## Feminino

### Fase preliminar
Grupo A
| Pos. | Equipe           | CHN   | ITA                   | CAN   | GBR                  | Pts | J | V | E | D | PF | PS | SP  |
| ---- | ---------------- | ----- | --------------------- | ----- | -------------------- | --- | - | - | - | - | -- | -- | --- |
| 1    | CHN China        | —     | 13–3[ligação inativa] | 15–12 | 15–8                 | 6   | 3 | 3 | 0 | 0 | 43 | 23 | +20 |
| 2    | ITA Itália       | 3–13  | —                     | 8–6   | 10–9                 | 4   | 3 | 2 | 0 | 1 | 21 | 28 | -7  |
| 3    | CAN Canadá       | 12–15 | 6–8                   | —     | 8–8[ligação inativa] | 1   | 3 | 0 | 1 | 2 | 26 | 31 | -5  |
| 4    | GBR Grã-Bretanha | 8–15  | 9–10                  | 8–8   | —                    | 1   | 3 | 0 | 1 | 2 | 25 | 33 | -8  |

Grupo B
| Pos. | Equipe             | USA                  | RUS   | AUS  | MEX                  | FRA                   | Pts | J | V | E | D | PF | PS | SP  |
| ---- | ------------------ | -------------------- | ----- | ---- | -------------------- | --------------------- | --- | - | - | - | - | -- | -- | --- |
| 1    | USA Estados Unidos | —                    | 12–10 | 8–6  | 12–8                 | 10–6[ligação inativa] | 8   | 4 | 4 | 0 | 0 | 42 | 30 | +12 |
| 2    | RUS Rússia         | 10–12                | —     | 9–4  | 20–12                | 15–9                  | 6   | 4 | 3 | 0 | 1 | 54 | 37 | +17 |
| 3    | AUS Austrália      | 6–8[ligação inativa] | 4–9   | —    | 9–9                  | 15–6                  | 3   | 4 | 1 | 1 | 2 | 34 | 32 | +2  |
| 4    | MEX México         | 8–12                 | 12–20 | 9–9  | —                    | 8–7                   | 3   | 4 | 1 | 1 | 2 | 37 | 48 | -11 |
| 5    | FRA França         | 6–10                 | 9–15  | 6–15 | 7–8[ligação inativa] | —                     | 0   | 4 | 0 | 0 | 4 | 28 | 48 | -20 |

### Fase final

#### Final
|  | Quartas-de-final   | Quartas-de-final   |            |            | Semifinais                   | Semifinais                   |  |  | Disputa da medalha de ouro | Disputa da medalha de ouro |
|  |                    |                    |            |            |                              |                              |  |  |                            |                            |
|  | Relatório          |                    |            |            |                              |                              |  |  |                            |                            |
|  |                    |                    |            |            |                              |                              |  |  |                            |                            |
|  | CAN Canadá         | 7                  |            |            |                              |                              |  |  |                            |                            |
|  | CAN Canadá         | 7                  | Relatório  |            |                              |                              |  |  |                            |                            |
|  | RUS Rússia         | 9                  |            |            |                              |                              |  |  |                            |                            |
|  | RUS Rússia         | 9                  | RUS Rússia | 6          |                              |                              |  |  |                            |                            |
|  | Relatório          |                    | RUS Rússia | 6          |                              |                              |  |  |                            |                            |
|  |                    | CHN China          | 12         |            |                              |                              |  |  |                            |                            |
|  | CHN China          | CHN China          | 12         | 16         |                              |                              |  |  |                            |                            |
|  | CHN China          |                    | Relatório  | 16         |                              |                              |  |  |                            |                            |
|  | MEX México         | 8                  |            |            |                              |                              |  |  |                            |                            |
|  | MEX México         | 8                  | CHN China  | 14         |                              |                              |  |  |                            |                            |
|  | Relatório          |                    | CHN China  | 14         |                              |                              |  |  |                            |                            |
|  |                    | USA Estados Unidos | 4          |            |                              |                              |  |  |                            |                            |
|  | ITA Itália         | USA Estados Unidos | 4          | 4          |                              |                              |  |  |                            |                            |
|  | ITA Itália         | Relatório          |            | 4          |                              |                              |  |  |                            |                            |
|  | AUS Austrália      | 3                  |            |            |                              |                              |  |  |                            |                            |
|  | AUS Austrália      | 3                  | ITA Itália | 8          | Disputa da medalha de bronze | Disputa da medalha de bronze |  |  |                            |                            |
|  | Relatório          |                    | ITA Itália | 8          | Disputa da medalha de bronze | Disputa da medalha de bronze |  |  |                            |                            |
|  |                    | USA Estados Unidos | 9          |            |                              |                              |  |  |                            |                            |
|  | GBR Grã-Bretanha   | USA Estados Unidos | 9          | 8          | RUS Rússia                   | 18                           |  |  |                            |                            |
|  | GBR Grã-Bretanha   |                    |            | 8          | RUS Rússia                   | 18                           |  |  |                            |                            |
|  | USA Estados Unidos | 11                 |            | ITA Itália | 9                            |                              |  |  |                            |                            |
|  | USA Estados Unidos | 11                 |            |            | 9                            |                              |  |  |                            |                            |
|  |                    |                    |            |            |                              |                              |  |  | Relatório                  |                            |
|  |                    |                    |            |            |                              |                              |  |  |                            |                            |

#### Classificação 5º–6º lugar
|  | Semifinais       | Semifinais |   |  | Disputa pelo 5º e 6º lugares | Disputa pelo 5º e 6º lugares |  |
|  |                  |            |   |  |                              |                              |  |
|  | Relatório        |            |   |  |                              |                              |  |
|  | AUS Austrália    | 11         |   |  |                              |                              |  |
|  | GBR Grã-Bretanha | 6          |   |  |                              |                              |  |
|  |                  |            |   |  |                              |                              |  |
|  |                  |            |   |  | Relatório                    |                              |  |
|  |                  |            |   |  | AUS Austrália                | 11                           |  |
|  |                  | CAN Canadá | 6 |  |                              |                              |  |
|  |                  |            |   |  |                              |                              |  |
|  |                  |            |   |  |                              |                              |  |
|  |                  |            |   |  |                              |                              |  |
|  | Relatório        |            |   |  |                              |                              |  |
|  | CAN Canadá       | 12         |   |  |                              |                              |  |
|  | MEX México       | 10         |   |  |                              |                              |  |

#### Classificação 7º–9º lugar
| Pos. | Equipe           | GBR  | MEX  | FRA | Pts | J | V | E | D | PF | PS | SP  |
| ---- | ---------------- | ---- | ---- | --- | --- | - | - | - | - | -- | -- | --- |
| 1    | GBR Grã-Bretanha | —    | 15–3 | 8–4 | 4   | 2 | 2 | 0 | 0 | 23 | 7  | +16 |
| 2    | MEX México       | 3–15 | —    | 9–8 | 2   | 2 | 1 | 0 | 1 | 12 | 23 | -11 |
| 3    | FRA França       | 4–8  | 8–9  | —   | 0   | 2 | 0 | 0 | 2 | 12 | 17 | -5  |

### Classificação final
| Pos.              | Equipe             |
| ----------------- | ------------------ |
| Medalha de ouro   | CHN China          |
| Medalha de prata  | USA Estados Unidos |
| Medalha de bronze | RUS Rússia         |
| 4                 | ITA Itália         |
| 5                 | AUS Austrália      |
| 6                 | CAN Canadá         |
| 7                 | GBR Grã-Bretanha   |
| 8                 | MEX México         |
| 9                 | FRA França         |

## Quadro de medalhas
| Ordem | País                   | Medalha de ouro | Medalha de prata | Medalha de bronze |   |
| ----- | ---------------------- | --------------- | ---------------- | ----------------- | - |
| 1     | CHN China              | 1               |                  |                   | 1 |
| 1     | SRB Sérvia             | 1               |                  |                   | 1 |
| 3     | RUS Rússia             |                 | 1                | 1                 | 2 |
| 4     | USA Estados Unidos     |                 | 1                |                   | 1 |
| 5     | MKD Macedônia do Norte |                 |                  | 1                 | 1 |
| TOTAL | TOTAL                  | 2               | 2                | 2                 | 6 |